# Atlanta Thrashers
Die Atlanta Thrashers (IPA: [ətˈlæntə θɹæʃɚs]) waren ein US-amerikanisches Eishockeyfranchise der National Hockey League aus Atlanta im Bundesstaat Georgia. Es wurde am 25. Juni 1997 gegründet und nahm zum Beginn der Saison 1999/00 den Spielbetrieb auf. Die Teamfarben waren Eisblau, Mitternachtsblau, Bronze, Kupfer, Gold und Weiß. Als Logo und Beiname diente der Brown Thrasher, der Staatsvogel des Bundesstaates Georgia. Nach finanziellen Schwierigkeiten wurde am 31. Mai 2011 bekanntgegeben, dass das Team zu Beginn der Spielzeit 2011/12 nach Winnipeg umgesiedelt wird.
Die Thrashers trugen ihre Heimspiele in der Philips Arena aus und waren zur Zeit ihres Bestehens eines der jüngsten der insgesamt 30 NHL-Teams. Nachdem die Stadt bereits von 1972 bis 1980 mit den Atlanta Flames ein NHL-Franchise beheimatet hatte, kehrte die Liga nach einer 19-jährigen Abstinenz im Jahr 1999 in die Stadt zurück und blieb dort für zwölf Jahre. In der Zeit ihres Bestehens qualifizierte sich das Team einmal für die Play-offs und gewann im gleichen Jahr den Titel der Southeast Division. Der Gewinn des prestigeträchtigen Stanley Cup blieb dem Team verwehrt.

## Geschichte

### Eishockey in Atlanta
Bereits von 1972 bis 1980 beheimatete Atlanta eine Franchise in der NHL. Die Atlanta Flames wurden jedoch, nachdem die Besitzer den wirtschaftlichen Verlust nicht mehr hatten tragen können, verkauft und spielen seither als Calgary Flames. Atlanta war seinerzeit das einzige Team im Südosten der Vereinigten Staaten. Mit einem neuen Stadion und einer Reihe weiterer Teams in Florida, Carolina und Tennessee waren die Voraussetzungen für den Start der Thrashers erfolgversprechender als beim ersten Mal.

### Die ersten Jahre des Franchises (1999 bis 2004)
Am 25. Juni 1997 erhielt Atlanta von der Ligaleitung der NHL die Lizenz zur Gründung eines Teams. Am 16. Februar 1998 verkündete der Medienunternehmer Ted Turner den Namen des Franchises, das nach der Rotrücken-Spottdrossel als Atlanta Thrashers bekannt wurde. Rund zwei Monate später erfolgte mittels einer Internet-Übertragung in Echtzeit, was zugleich ein Novum in der Geschichte der National Hockey League darstellte, die Präsentation des Team-Logos. Weitere zwei Monate später wurde Don Waddell, der von den Detroit Red Wings nach Atlanta stieß, zum ersten General Manager der Franchise-Geschichte ernannt.
Am 25. Juni 1999 nahmen die Atlanta Thrashers am Expansion Draft teil, um ihren Kader mit neuen Spielern zu füllen. Das Franchise durfte insgesamt drei Torhüter, acht Verteidiger und 13 Stürmer auswählen, die von den anderen NHL-Teams nicht gesperrt wurden. So wählten die Thrashers unter anderem Norm Maracle, Brett Clark, Darryl Shannon, Yannick Tremblay, Kelly Buchberger, Tomi Kallio und Steve Staios. Des Weiteren durften sich die Thrashers im NHL Entry Draft, der einen Tag nach dem Expansion Draft stattfand, erstmals die Rechte an jungen Talenten sichern. Mit ihrem ersten Wahlrecht im Entry Draft 1999 an der ersten Position der ersten Runde sicherte sich das Franchise die Rechte am tschechischen Angreifer Patrik Štefan. Als erster Cheftrainer der Franchises übernahm Curt Fraser den Trainerposten.

Das in der Premierensaison verwendete Alternativ-Logo der Atlanta Thrashers

Am 18. September 1999 absolvierten die Thrashers ihre erste Pre-Season-Partie in der Philips Arena gegen die New York Rangers. Dabei setzten sich die Gäste mit 3:2 in der Verlängerung durch. Neun Tage später folgte die Ernennung des ersten Mannschaftskapitäns der Thrashers. Der erfahrene Angreifer Kelly Buchberger wurde mit der Aufgabe betraut, das Team durch seine Premierensaison zu führen.
Am 2. Oktober 1999 bestritt die Mannschaft ihr erstes NHL-Spiel gegen die New Jersey Devils, das mit einer 1:4-Niederlage in der heimischen Philips Arena endete. Kelly Buchberger erzielte dabei den ersten Treffer der Franchise-Geschichte. Bei der vierten NHL-Partie gelang am 14. Oktober im Auswärtsspiel bei den New York Islanders der erste Sieg des Teams. Beim 2:0-Sieg der Gäste gelang Torhüter Damian Rhodes der erste Shutout der Thrashers, indem er 20 Torschüsse der Islanders parierte. Am 22. November 1999 erzielte der rechte Außenstürmer Dean Sylvester beim 6:3-Heimsieg gegen die Vancouver Canucks als erster Spieler des Franchises einen Hattrick in einem NHL-Spiel. Mit drei Toren und einem Assist stellte er außerdem einen weiteren Rekord auf.
Die Thrashers erspielten sich in ihrer Premierensaison in 82 Partien insgesamt 39 Punkte und belegten damit den letzten Rang der Southeast Division und wiesen zudem auch ligaweit die schlechtesten Werte auf. Als bester Scorer der Mannschaft erzielte Andrew Brunette insgesamt 50 Punkte, Yannick Tremblay gelangen als bestem Abwehrspieler 31 Punkte. Ebenfalls zu den Leistungsträgern zählten die NHL-erfahrenen Ray Ferraro und Donald Audette. Beim NHL Entry Draft 2000 wählten die Thrashers in der ersten Runde an zweiter Position Dany Heatley, der in den folgenden Jahren zu einer wichtigen Stütze des Teams wurde. In der folgenden Spielzeit steigerte das Team seine Punkteausbeute, dennoch war die Gesamtbilanz weiterhin deutlich negativ geprägt. Mit 60 Punkten platzierte sich Atlanta mit einem Zähler Vorsprung vor den Tampa Bay Lightning auf dem vierten Rang der Southeast Division. Ray Ferraro stellte mit 76 Scorerpunkten einen neuen Franchiserekord auf. Der Flügelstürmer Donald Audette, der in der Saison 2000/01 in 64 Spielen insgesamt 71 Punkte für das Team aus Atlanta erzielt hatte, wurde im März 2001 zu den Boston Bruins abgegeben.
Die Thrashers begannen die Saison 2001/02 mit dem zuvor beim NHL Entry Draft 2001 ausgewählten Ilja Kowaltschuk, sowie den Neuverpflichtungen Tony Hrkac und Daniel Tjärnqvist. Zudem wurde das Team durch Dany Heatley verstärkt, der in den Kader der Thrashers aufgenommen wurde. Dennoch folgte wieder ein Rückschritt, mit 54 erspielten Punkten belegte die Mannschaft den letzten Platz in der Southeast Division und war auch ligaweit auf dem letzten Rang klassiert. Zu den Leistungsträgern jener Spielzeit zählte vor allem das Duo Kowaltschuk und Heatley, die beide zusammen insgesamt 118 Punkte erzielten. Torhüter Milan Hnilička, der sich gegen seinen Konkurrenten Damian Rhodes durchsetzte, gelang eine Fangquote von 90,8 Prozent und stellte mit drei Shutouts einen neuen Franchiserekord auf.
Zur Saison 2002/03 stieß der in einem Tauschgeschäft von den Boston Bruins verpflichtete Flügelspieler Wjatscheslaw Koslow zur Mannschaft. Mit Shawn McEachern und Marc Savard wurden nach Saisonbeginn weitere Schlüsselspieler unter Vertrag genommen. Der Mannschaftskern mit Heatley, Kowaltschuk, Stefan, Tremblay und Tjärnqvist blieb dabei weitestgehend unverändert. Der Saisonstart der Thrashers war durchgehend negativ geprägt, aus den ersten zehn Partien resultierten acht Niederlagen, ein Unentschieden und eine Partie wurde in der Verlängerung verloren. Erst beim elften Saisonspiel am 2. November 2002 gelang im Auswärtsspiel bei den Florida Panthers mit einem 3:1-Erfolg der erste Sieg. Im Verlauf der Saison verlor der bisherige Stammtorhüter Milan Hnilička seinen Stammplatz und wurde durch den finnischen Schlussmann Pasi Nurminen verdrängt, der in 56 Partien eingesetzt wurde. Kurz nach Weihnachten wurde der bisherige Cheftrainer Curt Fraser nach den unbefriedigenden Ergebnissen entlassen. Am 14. Januar 2003 wurde Bob Hartley zum Nachfolger an der Bande ernannt. Im letzten Saisondrittel wies das Team eine ausgeglichene Gesamtbilanz auf. Zum Saisonende wurde mit 74 Punkten die bisherige Bestleistung des Franchise um 14 Punkte übertroffen, dennoch blieb die Qualifikation für die Endrunde weiterhin außer Reichweite.
Im September 2003 wurde das Team an eine Gruppe von Managern von Time Warner verkauft, zusammen mit dem Basketballteam der Atlanta Hawks, mit dem die Thrashers ihre Arena teilen. Im selben Monat verunglückte Stürmer Dany Heatley mit seinem Ferrari 360 Modena. Er wurde schwer verletzt, während sein Beifahrer, Center Dan Snyder, sechs Tage nach dem Unfall starb. Die Thrashers widmeten die Saison 2003/04 Snyder und trugen zu seinen Ehren einen Patch auf der rechten Brust. Durch die erlittenen Verletzungen und des Gerichtsverfahrens gegen Heatley, der wegen Totschlags angeklagt wurde, verpasste dieser einen Großteil der Saison. Im Februar 2005 wurde er schließlich zu einer dreijährigen Bewährungsstrafe verurteilt.
Sportlich startete die Mannschaft positiv in die Saison 2003/04, da das Team die ersten fünf Partien ohne Niederlage beendete. Bis zum 26. Dezember 2003 stand eine Bilanz von 19 Siegen, 14 Niederlagen, 3 Unentschieden und einer Niederlage in der Overtime zu Buche. In den darauffolgenden 21 NHL-Spielen gelangen der Mannschaft jedoch nur zwei Siege und die erstmalige Teilnahme an den Play-offs geriet erneut außer Reichweite. Zum Saisonende belegte das Team mit 78 Punkten, das erneut einen Franchiserekord bedeutete, den zweiten Platz in der Southeast Division.

### Lockout und die Folgezeit (2004 bis 2007)
Die Spielzeit 2004/05 wurde aufgrund eines mehrmonatigen Streiks komplett abgesagt.
Heatley bat aufgrund der Ereignisse im September 2003, die zum Unfalltod seinen damaligen Teamkollegen Dan Snyder führten, um einen Neustart. Im August 2005 erfolgte ein Tauschgeschäft mit den Ottawa Senators, die Marián Hossa und Greg de Vries an die Thrashers abgaben, während Dany Heatley an Ottawa verkauft wurde. Im selben Monat wurde außerdem der erfahrene Angreifer Bobby Holík als Free Agent unter Vertrag genommen. Der Kontrakt mit drei Jahren Laufzeit bei den Thrashers kam zustande, da ihn sein ehemaliger Arbeitgeber, die New York Rangers, aus seinem ursprünglich noch fünf Jahre gültigen Vertrag ausbezahlte. Im September erfolgte mit der Unterzeichnung des Slowaken Peter Bondra, ebenfalls als Free Agent, eine weitere namhafte Verpflichtung. Außerdem wurde die Angriffsreihe mit dem erfahrenen Scott Mellanby verstärkt, der Schwede Niclas Hävelid ergänzte die Defensivabteilung des Teams.
Bei der ersten Partie der Saison 2005/06 zog sich Torhüter Kari Lehtonen eine Leistenverletzung zu, die ihn für mehr als zwei Monate außer Gefecht setzte. Nach einem bescheidenen Saisonstart mit vier Siegen und acht Niederlagen in den ersten zwölf Partien gelang der Mannschaft auch dank Michael Garnett, dem Ersatztorhüter, eine Leistungssteigerung und bis zur Wiedergenesung des Stammtorwarts Lehtonen eine ausgeglichene Bilanz aufzuweisen. Durch eine Schwächephase im Frühjahr 2006, in der zwischen dem 19. Januar und 3. Februar alle sieben Partien mit Niederlagen endeten, geriet die Mannschaft im Kampf um den Einzug die Play-offs allerdings wieder in Rücklage.
Bis zum Saisonende wies das Team in den ausstehenden Begegnungen eine positive Spielbilanz auf und errang mit 90 Punkten zum dritten Mal in Folge einen Franchise-Rekord. Dies reichte knapp nicht aus, um sich für die Endrunde zu qualifizieren. Die in der Southeast Division auf Rang zwei klassierten Tampa Bay Lightning, die den Einzug in die Play-offs sicherstellten, gewannen jedoch lediglich zwei Zähler mehr als das Team aus Atlanta. Mit Ilja Kowaltschuk, Marc Savard und Marián Hossa erreichten in der Saison 2005/06 drei Spieler eine Ausbeute von über 90 Scorerpunkten.
Zur Saison 2006/07 erfolgten mit Torhüter Johan Hedberg und Angreifer Steve Rucchin zwei reputable Neuverpflichtungen. Der Saisonstart war durchgehend positiv geprägt, von den ersten zwölf Partien verlor die Mannschaft lediglich ein Spiel in der regulären Spielzeit und gewann acht Partien. Der höchste Saisonsieg gelang am 7. September 2006 mit einem 6:0-Sieg gegen die Florida Panthers. Die höchste Niederlage erlitt das Team am 7. Dezember im Auswärtsspiel bei den Tampa Bay Lightning, die Partie endete mit einer 0:8-Niederlage. Im Saisonverlauf setzte sich die Mannschaft an den oberen Rängen fest und hielt sich die Möglichkeit eines erstmaligen Einzugs in die Endrunde weiterhin offen. Im Februar 2007 erwarb das Team mit dem erfahrenen Keith Tkachuk, der in einem Tauschhandel mit den St. Louis Blues nach Atlanta gelotst wurde, einen treffsicheren Offensivspieler.

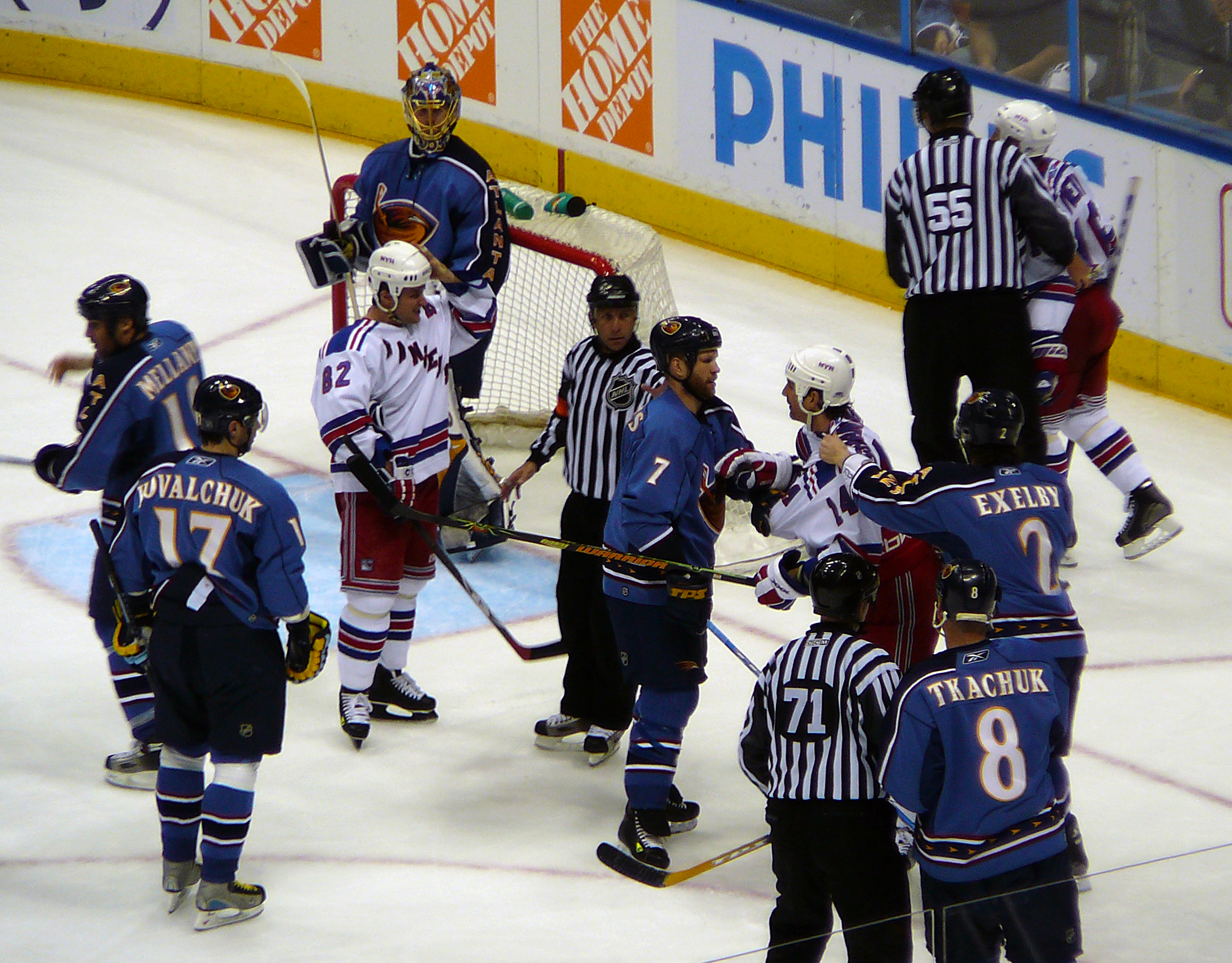
Die Thrashers bei ihren zweiten Play-off-Spiel gegen die New York Rangers

Zum Saisonende wies die Mannschaft eine Bilanz von 97 Punkten auf, dies bedeutete erneut einen Franchise-Rekord für die Thrashers. Außerdem qualifizierte sich das Team durch den Gewinn der Southeast Division erstmals für die Play-offs. Als bester Scorer der regulären Saison erreichte Marián Hossa als erster Spieler der Franchise-Geschichte die 100-Punkte-Marke und übertraf somit den bisherigen Rekordhalter Ilja Kowaltschuk, der im Vorjahr 98 Scorerpunkte erzielt hatte. In der ersten Runde trafen die Thrashers auf die New York Rangers. Die ersten beiden Partien der Serie endeten jeweils mit knappen Siegen für die Rangers. Nachdem die Rangers die dritte Begegnung mit 7:0 gewonnen hatten, fiel die Entscheidung in der Best-of-Seven-Serie zugunsten der New York Rangers bereits in Spiel vier, die somit die nächste Runde erreichten. Im Juni 2007 kehrte Tkachuk nach vier Monaten wieder zu den St. Louis Blues zurück.

### Sportlicher Rückfall und Verlust der Führungsspieler (2007 bis 2010)

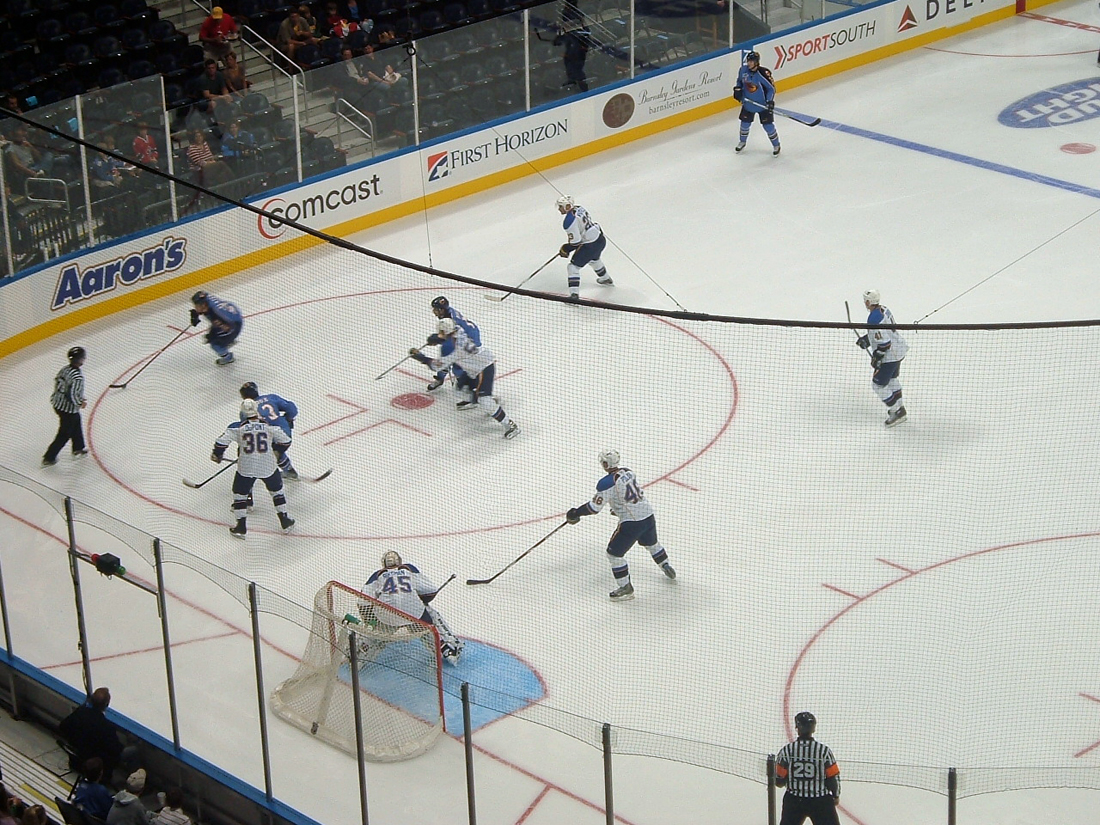
Die Thrashers im Heimspiel gegen die St. Louis Blues

Nachdem der Saisonstart 2007/08 mit sechs Niederlagen in Folge misslungen war, wurde Cheftrainer Bob Hartley, der das Team seit Januar 2003 geführt hatte, am 17. Oktober seines Amtes enthoben. In der Folge übernahm der General Manager Don Waddell auf Interimsbasis das Amt des Cheftrainers. Nach dem Trainerwechsel folgte eine Leistungssteigerung, die der Mannschaft sieben Siege in den folgenden zehn Partien einbrachte. Im Dezember 2007 setzten die Pittsburgh Penguins den erfahrenen Flügelstürmer Mark Recchi auf den Waiver. Einen Tag später wählten ihn die Thrashers, die zu diesem Zeitpunkt mit jeweils 14 Siegen und Niederlagen eine ausgeglichene Bilanz aufwiesen, von der Waiverliste. Im Februar 2008, wenige Stunden vor Beginn der Trade Deadline, vollzogen die Thrashers ein weitreichendes Transfergeschäft mit den Pittsburgh Penguins. Das Team gab Marián Hossa und Pascal Dupuis an die Penguins ab und erhielt als Entschädigung den Außenstürmer Colby Armstrong sowie die beiden Center Erik Christensen und Angelo Esposito. Nachdem die Thrashers am 21. Februar 2008 mit jeweils 29 Siegen und Niederlagen noch eine ausgeglichene Bilanz aufwiesen, konnte das Niveau in den folgenden Wochen nicht gehalten werden und die Play-offs gerieten aus dem Blickfeld. Die Saison endete mit einer Bilanz von 34 Siegen und 40 Niederlagen, die Mannschaft wies somit erstmals seit dem Lockout eine negative Bilanz auf.
Im Juni 2008 übernahm John Anderson das Amt des Cheftrainers. Don Waddell, der in der Saison 2007/08 das Team interimsweise betreut hatte, übernahm erneut die Tätigkeit als General Manager und Executive Vice President. Wie im Vorjahr begann auch die Saison 2008/09 mit dürftigen sportlichen Resultaten. Aus den ersten elf Partien standen lediglich zwei Siege zu Buche. Danach folgten fünf Siege in Folge, allerdings gelang es der Mannschaft nicht die positiven Leistungen zu konservieren und die Thrashers wiesen Ende Januar 2009 mit 17 Siegen und 29 Niederlagen eine suboptimale Bilanz auf. Auch eine Siegesserie von sechs Partien in Folge im März rückte die Mannschaft nicht in die Nähe der Play-offs, zum Saisonende belegte das Team den vierten Platz in der Southeast Division und verfehlte den Einzug in die Endrunde. Wie im Vorjahr war der Russe Kowaltschuk der beste Scorer der Thrashers und erzielte 91 Punkte, sein Landsmann Koslow sammelte im Saisonverlauf 76 Scorerpunkte.
Zur Saison 2009/10 unterzeichnete Nikolai Antropow als Free Agent einen Vierjahresvertrag bei den Thrashers. Mit Maxim Afinogenow wurde ein weiterer Außenstürmer verpflichtet und die Defensivreihe wurde mit dem Tschechen Pavel Kubina verstärkt. Der Saisonstart war insgesamt positiv geprägt, bis Ende November wies das Team eine Bilanz von 14 Siegen und sieben Niederlagen auf. Um die Jahreswende erlitt die Mannschaft allerdings einen Rückschlag, als die Leistungen nicht konserviert werden konnten. Am 4. Februar 2010 gaben die Thrashers in einem Tauschgeschäft Ilja Kowaltschuk an die New Jersey Devils ab, nachdem der Russe zuvor einen angebotenen Zwölfjahres-Vertrag, der ihm in diesem Zeitraum insgesamt 101 Millionen US-Dollar eingebracht hätte, abgelehnt hatte. Als Entschädigung für den gewichtigen Abgang erhielt das Franchise den Defensivakteur Johnny Oduya, die beiden Angreifer Niclas Bergfors und Patrice Cormier sowie ein Erstrunden-Wahlrecht für den NHL Entry Draft 2010.
Die Leistungen des Teams blieben trotz des weitreichenden Transfergeschäfts mit den Devils weitgehend unverändert. In der Spielbilanz ab der Trade-Deadline bis zum Ende der regulären Saison standen jeweils exakt elf Siege und Niederlagen zu Buche. Dadurch fanden die Play-offs abermals ohne das Franchise aus Atlanta statt. Als Konsequenz wurde Cheftrainer John Anderson im April seines Amtes enthoben.

### Neustrukturierung und finanzielle Probleme (2010 bis 2011)
Rund zwei Monate später wurde Craig Ramsay als Nachfolger an der Bande präsentiert. Ebenso wurde kurz zuvor der bisherige und elf Jahre tätige General Manager Don Waddell befördert und Rick Dudley zum neuen GM ernannt. Der Wechsel in der Führungsriege wurde auch beim Spielerpersonal fortgeführt. So wurde am 24. Juni 2010 ein umfangreiches Transfergeschäft mit den Chicago Blackhawks vollzogen. In dessen Folge wurden unter anderem Dustin Byfuglien, Ben Eager und Brent Sopel, die zuvor mit den Blackhawks den Stanley Cup errungen hatten, nach Atlanta transferiert. Insgesamt beinhaltete das Transfergeschäft sieben Spieler und zwei Draft-Picks. Wenig später verpflichtete das Team auch Andrew Ladd aus Chicago, der wenige Wochen später zum neuen Mannschaftskapitän ernannt wurde.
Die Thrashers starteten verheißungsvoll in die Spielzeit und führten Mitte Dezember erstmals seit Mitte Februar 2008 die Southeast Division an. Letztlich verpasste die Mannschaft aber zum vierten Mal in Folge die Playoffs. Zudem bestätigte das Management am 22. Januar 2011, dass das Franchise in den letzten sechs Jahren einen Verlust von 130 Millionen US-Dollar gemacht hatte, was Gerüchte um einen möglichen Verkaufs in Verbindung mit einem Umzug des Teams anheizte. Die Bestätigung, dass die Suche nach einem neuen Investor begonnen hatte, folgte schließlich im Februar 2011. Im April 2011 bekräftigte der frühere Baseballspieler der Atlanta Braves, Tom Glavine, sein Interesse daran, mit einer neu gegründeten Investorengruppe das Franchise in der Stadt zu halten. Des Weiteren verfolgte die Investorengruppe True North Sports and Entertainment den Erwerb der Rechte in Verbindung mit einem Umzug ins kanadische Winnipeg. Dort hatten 1996 die Winnipeg Jets die Stadt in Richtung Phoenix verlassen. Am Rechteerwerb der Phoenix Coyotes war die True North Sports and Entertainment zunächst ebenso interessiert.
Am 31. Mai 2011 wurde schließlich der Verkauf des Franchises bekannt gegeben, so dass das Team im Sommer 2011 nach Winnipeg umzog und dort erneut als Winnipeg Jets auflief.

## Spielstätten

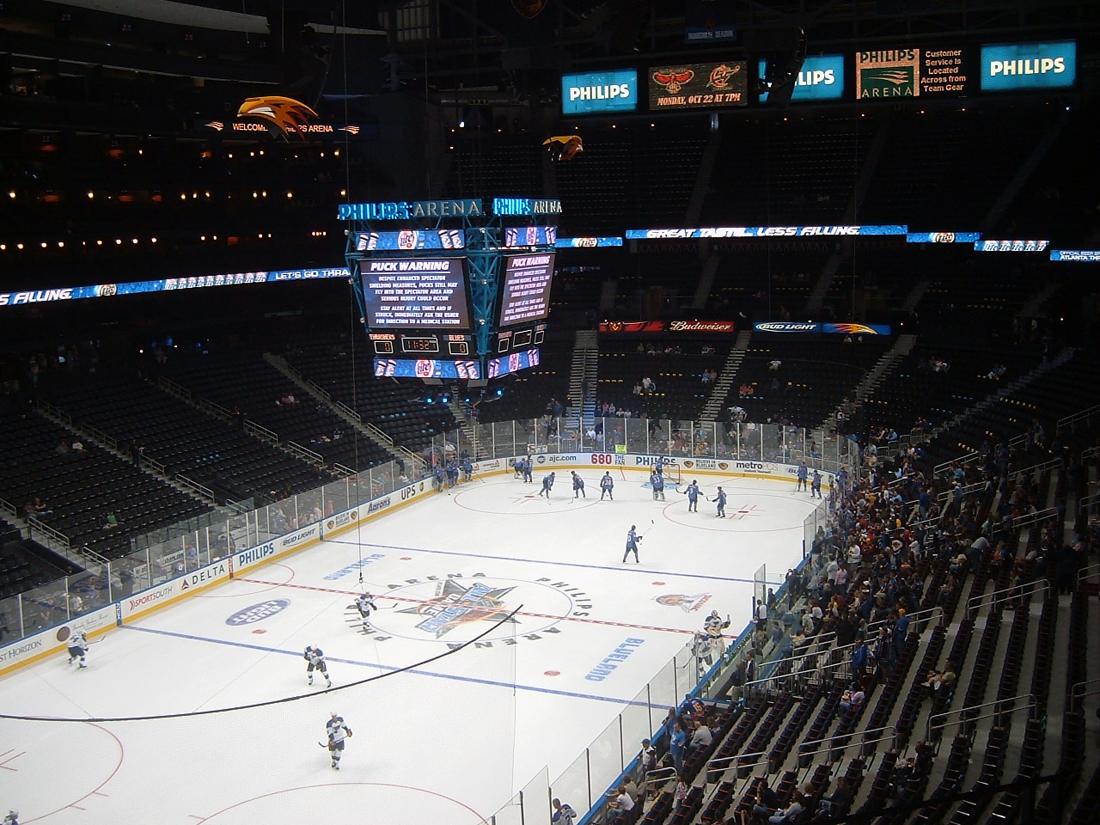
Innenraum-Panorama der Philips Arena

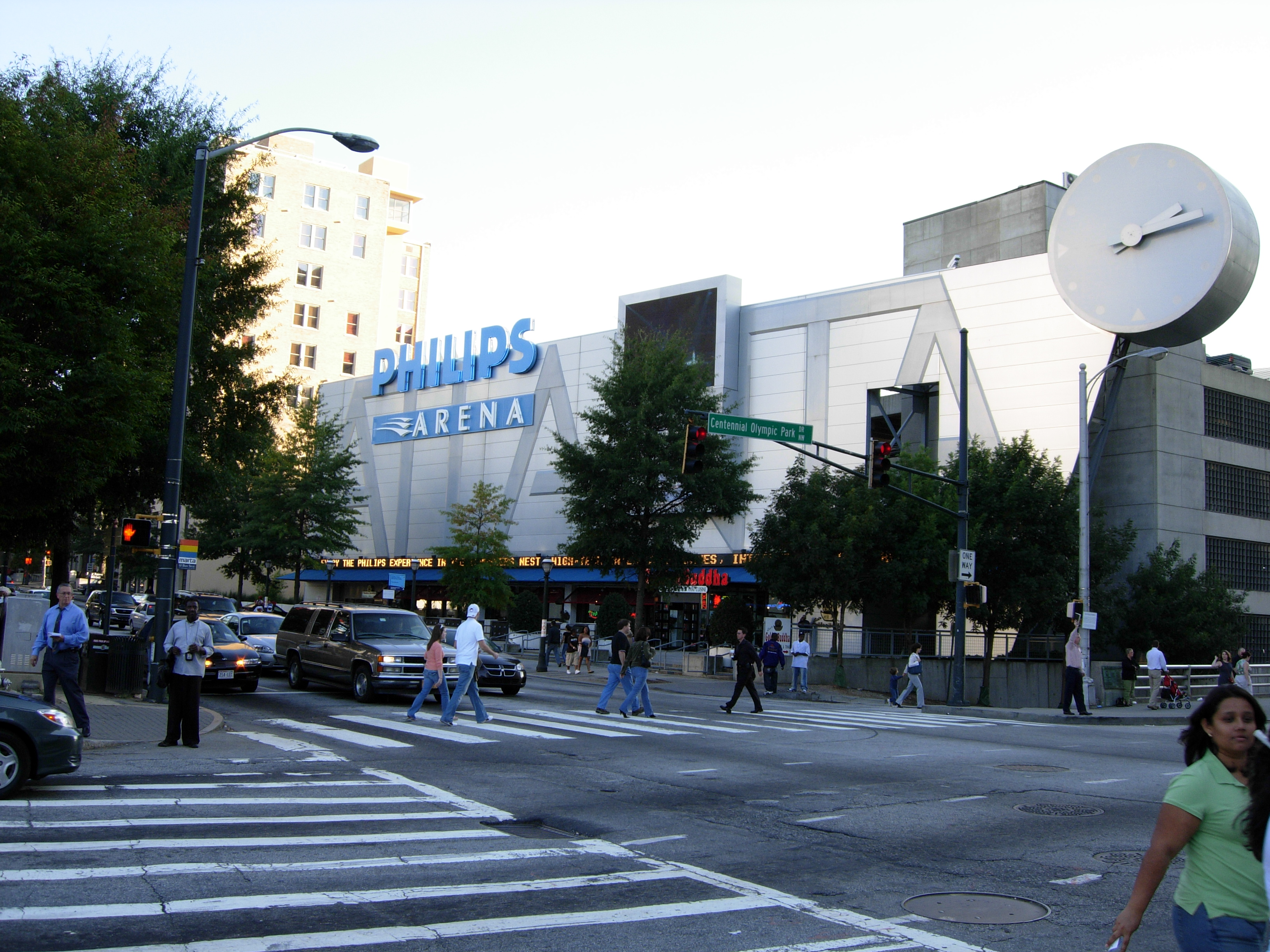
Die Außenfassade der Philips Arena

Die Thrashers trugen ihre Heimspiele seit ihrer Gründung 1999 in der Philips Arena, einer 18.750 Zuschauer fassenden, 213 Millionen US-Dollar teuren Multifunktionsarena, aus. Schon während der Bauphase kaufte Philips die Namensrechte an der Arena und gab ihr ihren aktuellen Namen. Die Namensrechte für die Arena hält das Unternehmen noch bis 2019 und zahlt für die gesamte Dauer von 20 Jahren insgesamt 180 Millionen US-Dollar. Dies ist nach dem American Airlines Center der Dallas Stars der zweithöchste Preis für alle NHL Arenen.
Die Philips Arena wurde an derselben Stelle errichtet, an der das frühere Omni Coliseum stand, in dem die Atlanta Flames in der NHL spielten. Die Arena teilten sich die Thrashers mit dem Basketballteam der Atlanta Hawks.

### Zuschauerzahlen und Eintrittspreise
| Saison   | Heim- spiele | Zuschauer- zahl | Zuschauer- schnitt | Auslastung |
| 1999/00  | 41           | 705.446         | 17.206             | 91,8 %     |
| 2000/01  | 41           | 625.783         | 15.263             | 81,4 %     |
| 2001/02  | 41           | 548.088         | 13.368             | 71,3 %     |
| 2002/03  | 41           | 552.516         | 13.476             | 71,9 %     |
| 2003/04  | 41           | 619.961         | 15.121             | 80,6 %     |
| 2004/051 | —            | —               | —                  | —          |
| 2005/06  | 41           | 637.550         | 15.550             | 83,0 %     |
| 2006/07  | 41           | 665.389         | 16.229             | 86,6 %     |
| 2007/08  | 41           | 648.784         | 15.824             | 84,4 %     |
| 2008/09  | 41           | 599.666         | 14.626             | 78,0 %     |
| 2009/10  | 41           | 557.887         | 13.607             | 72,6 %     |
| 2010/11  | 41           | 552.230         | 13.469             | 72,6 %     |

1 Saison wegen des NHL-Lockout 2004/05 ausgefallen
In ihrer ersten Spielzeit war das Interesse an dem neuen Team groß und trotz hoher Eintrittspreise hatten die Thrashers einen bislang nicht mehr erreichten Zuschauerschnitt. In den folgenden Jahren sank der Zuschauerschnitt, zur Saison 2003/04 war die Talsohle durchschritten, was auch auf eine neuerliche Reduzierung des Eintrittspreises zurückzuführen war. In der Spielzeit 2006/07 wurde der höchste Zuschauerschnitt im 21. Jahrhundert erreicht, als mit 16.229 Zuschauern pro Spiel durchschnittlich über 86 Prozent aller Plätze verkauft wurden. In den Folgejahren sank die Zuschauerresonanz jedoch wieder.
Eine Eintrittskarte kostete in der Saison 2008/09 im Schnitt 45 US-Dollar und stieg damit im Vergleich zum Vorjahr um drei Dollar.

## Besitzer und Farmteams
Die Besitzer des Franchises war zwischen 2004 und 2011 die Atlanta Spirit LLC, eine Investorengruppe, die auch das Franchise der Atlanta Hawks besitzt. Die Investorengruppe ließ sich den Kauf der Thrashers rund 80 Millionen US-Dollar kosten. Zuvor unterstanden die Thrashers dem Besitz des Medienunternehmers Ted Turner und seiner Turner Broadcasting System, Inc., die auch den Nachrichtensender CNN betreibt.
| Saison          | Farmteam            | Liga |
| 1999/00–2000/01 | Orlando Solar Bears | IHL  |
| 1999/00–2003/04 | Greenville Grrrowl  | ECHL |
| 2001/02–2010/11 | Chicago Wolves      | AHL  |
| 2004/05–2010/11 | Gwinnett Gladiators | ECHL |

Wie alle NHL-Teams unterhielten auch die Atlanta Thrashers mehrere Farmteams in unterklassigen Ligen. Die Thrashers verfügten ab Beginn der Saison 2001/02 mit den Chicago Wolves über ein Farmteam, das in der American Hockey League spielt. Die American Hockey League ist als Minor League der Klasse AAA und somit der höchstmöglichen Stufe unterhalb der NHL deklariert. Neben dem AHL-Klub arbeiteten die Thrashers noch ab der Saison 2004/05 mit den Gwinnett Gladiators aus der ECHL zusammen.
Zuvor arbeiteten die Atlanta Thrashers von 1999 bis 2001 mit den Orlando Solar Bears aus der International Hockey League zusammen, die während dieser Zeit im Jahr 2001 den letztmals vergebenen Turner Cup gewannen. Des Weiteren gab es von 1999 bis 2004 eine Kooperation mit den Greenville Grrrowl aus der ECHL.

## Wirtschaftliche Entwicklung
| Saison   | Wert1 | Umsatz1 | Gewinn/Verlust1 |
| 1999/00  | 138   | 59,9    | +15,9           |
| 2000/01  | 134   | 58      | +6,6            |
| 2001/02  | 134   | 58      | +2,9            |
| 2002/03  | 110   | 57      | −0,9            |
| 2003/04  | 106   | 59      | +0,9            |
| 2004/052 | –     | –       | –               |
| 2005/06  | 128   | 64      | −5,4            |
| 2006/07  | 148   | 67      | −6,5            |
| 2007/08  | 158   | 70      | −6,0            |
| 2008/09  | 143   | 68      | −2,0            |
| 2009/10  | 135   | 71      | −8,0            |

1 Alle Angaben in Millionen US-Dollar

2 Saison wegen des NHL-Lockout 2004/05 ausgefallen

Während der Saison 1999/2000 erwirtschafteten die Thrashers Einnahmen in Höhe von 59,9 Millionen US-Dollar und verbuchten zum Saisonende einen Gewinn von 15,9 Millionen US-Dollar. In den folgenden Jahren blieb der Umsatz weitgehend konstant, aber die Personalausgaben stiegen deutlich an. Zum Saisonende 2002/03 wurde deshalb erstmals ein Verlust von 0,9 Millionen US-Dollar verbucht. In der Saison 2005/06 erhöhte sich der Verlust auf 5,4 Millionen US-Dollar. Auch in den beiden folgenden Jahren resultierten ähnlich hohe Verluste. Ausschlaggebend waren dabei die gestiegenen Gehaltsausgaben für das Team.
Auch die Saison 2008/09 war von finanziellen Einbußen gekennzeichnet, obwohl die Gehaltsausgaben um rund 8 Millionen US-Dollar gesunken waren. Einer der Gründe für die Verluste war die zurückgehende Zuschauerresonanz, im Vergleich zur vorhergehenden Spielzeit wurden durchschnittlich über 1000 Tickets weniger pro Heimspiel verkauft.
Der Umsatzrekord des Franchises stammt aus der Saison 2009/10, als Einnahmen in Höhe von rund 71 Millionen US-Dollar registriert wurden.

### Wert des Franchise
Als das Franchise im Jahr 2004 von der Atlanta Spirit LLC, einer Investorengruppe, erworben wurde, betrug der Wert des Franchises 106 Millionen Dollar. Zum Jahresende 2009 betrug der Wert des Franchise 143 Millionen Dollar.
Der Wert des Teams betrug in der Saison 1999/2000 138 Millionen Dollar. In den folgenden drei Jahren blieb der Wert des Franchise weitgehend konstant, sank jedoch bis 2004 auf 106 Millionen Dollar.
Nach dem Lockout erfolgte eine Wertsteigerung, die im Jahr 2008 mit 158 Millionen Dollar ihren Höhepunkt fand. Im Folgejahr sank der Wert allerdings wieder.

### Spielergehälter
| Saison  | Ausgaben für Gehälter in Millionen US-Dollar |
| 1999/00 | 21                                           |
| 2000/01 | 25                                           |
| 2001/02 | 28                                           |
| 2002/03 | 32                                           |
| 2003/04 | 33                                           |
| 2004/05 | keine Daten wegen Lockout                    |
| 2005/06 | 42                                           |
| 2006/07 | 44                                           |
| 2007/08 | 47                                           |
| 2008/09 | 39                                           |
| 2009/10 | 46                                           |

Die Personalkosten für Spieler stiegen seit der ersten Saison der Atlanta Thrashers im Jahr 1999 deutlich an. In die erste Spielzeit starteten sie mit Personalausgaben von rund 21 Millionen US-Dollar. In den folgenden fünf Jahren stiegen die Gehaltsausgaben jeweils jährlich um mindestens eine Million Dollar.
Während der ausgefallenen Saison 2004/05 führte die NHL eine Gehaltsobergrenze pro Team, eine sogenannte Salary Cap, von anfänglich 39 Millionen US-Dollar ein, um die Mannschaftsstärken in der NHL ausgeglichener zu gestalten.
In der Saison 2005/06 betrugen die Gehaltsausgaben 42 Millionen US-Dollar. Der Ausgabenrekord wurde im Jahr 2008 erreicht, als 47 Millionen US-Dollar für Gehaltsausgaben ausbezahlt wurden.

## Außendarstellung

### Logos
Das Logo der Thrashers besteht aus einer stilisierten Rotrücken-Spottdrossel, die mit einem kupfer- und goldenfarbigen Hockeyschläger abgebildet wird. Das gesamte Logo ist wiederum gold umrandet. Der Hintergrund des Logos ist in mitternachtsblau und eisblau gehalten. Darüber hinaus wurde unter anderem in der Premierensaison der Franchise und zum 10-jährigen Jubiläum des Teams ein alternatives Logo verwendet.

Alternatives Logo der Atlanta Thrashers (1999–2000)
Das Logo zum 10-jährigen Jubiläum der Atlanta Thrashers (2009)

### Trikotdesign
Die Atlanta Thrashers trugen seit 2007 ein in blau gehaltenes Heimtrikot. An den Armen befanden jeweils ein roter, weißer und blauer Streifen, der vertikal verlief. Die Brustpartie war durch das Logo des Teams geprägt. Zu Auswärtsspielen trugen die Thrashers ein Trikot mit einer hellen Grundfarbe. Im Design des Heimtrikots war das Trikot in weiß gehalten.
Darüber hinaus gibt es ein Alternativtrikot.

Alternativtrikot (2008–2011)

- Alternativtrikot
(2008–2011)

### Maskottchen
Das offizielle Maskottchen der Atlanta Thrashers war eine anthropomorphe Rotrücken-Spottdrossel (Brown Thrasher) mit dem Namen Thrash und seit dem 2. Oktober 1999 das Maskottchen des Teams. Bei Heimspielen der Thrashers kletterte es von den Sparren hinab zu den Fans. Neben Auftritten bei NHL-Spielen konnte es außerdem zu Geburtstagsfeiern, Festen, Krankenhausbesuchen und Wohltätigkeitsveranstaltungen gebucht werden. Sein Rivale war Gnash, das Maskottchen der Nashville Predators.

### Medienpräsenz
Der Fernsehpartner der Atlanta Thrashers war der örtliche Spartensender SportSouth, der die meisten Spiele der regulären Saison übertrug. Die Partien der Thrashers wurden von Matt McConnell und dem ehemaligen Eishockeyspieler Darren Eliot kommentiert.
Außerdem bestand dank der Partnerschaft mit der Dickey Broadcasting Company die Radiostation 680 The Fan, die alle Partien des Teams übertrug. Auf der offiziellen Webseite der Thrashers stand während der NHL-Spiele des Franchises eine kostenlose Radioübertragung zur Verfügung.
Die Thrashers produzierten ein eigenes Programm namens Thrashers-TV, das von Clear präsentiert und auf der offiziellen Webpräsenz des Teams veröffentlicht wurde. Es wurden alle Spiele der Saison zusammengefasst, die besten Szenen gezeigt und durch die Moderatoren kommentiert. Außerdem interviewten die Moderatoren jedes Mal auch einige Spieler.

## Erfolge und Ehrungen

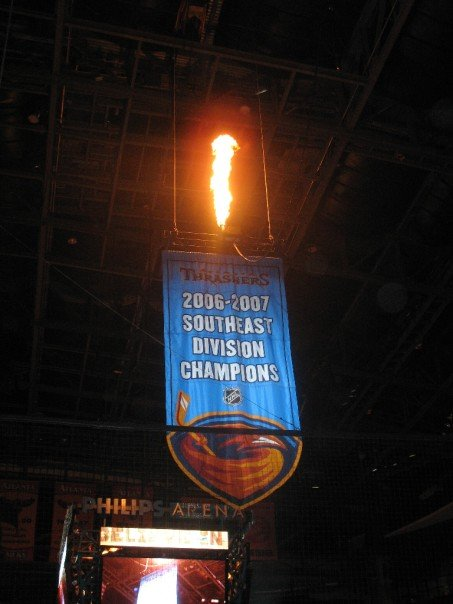
Das Banner zum Gewinn der Southeast Division unter der Hallendecke der Philips Arena

### Sportliche Erfolge
| Division Championships | Saison  |
| Southeast Division     | 2006/07 |

Den einzigen Erfolg feierten die Atlanta Thrashers in der Saison 2006/07, als sie erstmals den Titel der Southeast Division gewannen. Damit verbunden war auch die erste Playoff-Qualifikation, wo das Team aber in der ersten Runde an den New York Rangers scheiterte.

### Mannschaftsinterne Trophäen
Die Atlanta Thrashers vergaben fünf mannschaftsinterne Trophäen an ihre Spieler.
Der MVP Award wurde an den besten Spieler der vergangenen Saison verliehen. Die Auswahl erfolgte mittels einer Internet-Abstimmung, die von der Fangemeinde entschieden wurde. Die Trophäe wurde seit 2001 vergeben, erster Gewinner war der Angreifer Ray Ferraro. 2011 wurde Andrew Ladd mit der Auszeichnung geehrt.
Der Gilner-Reeves Award war eine Auszeichnung zu Ehren der beiden Polizeibeamten Stephen Gilner und Steve Reeves, die 1999 im Dienst getötet wurden. Die Trophäe wurde an denjenigen Spieler verliehen, der im Saisonverlauf den größten Teamgeist vereinigte und einen wesentlichen Einfluss im Team genoss. Als erster Preisträger wurde im Jahr 2000 David Harlock mit der Ehrung bedacht. 2011 erhielten Zach Bogosian und Jim Slater die Auszeichnung.
Der Georgia’s Own Credit Union 3 Stars Award wurde an denjenigen Spieler vergeben, der im Saisonverlauf am häufigsten als NHL Three Star – das heißt als Spieler der Woche oder Spieler des Monats – nominiert wurde. Erster Gewinner der seit 2000 verliehenen Auszeichnung war Ray Ferraro. 2011 wurde Ondřej Pavelec mit dieser Ehrung bedacht.
Der Players’ Player Award war eine Auszeichnung, die den mannschaftsdienlichsten Spieler der vergangenen Saison kürte. Die Auswahl des Gewinners erfolgte mittels Spieler-Wahl. Erster Preisträger war Denny Lambert, der im Jahr 2000 mit dieser Ehrung bedacht wurde. 2011 nahm Chris Thorburn die Auszeichnung in Empfang.
Die Dan Snyder Memorial Trophy war eine Auszeichnung, die zu Ehren des ehemaligen Spielers Dan Snyder vergeben wurde. Bei einem Verkehrsunfall – verursacht von seinem damaligen Teamkollegen Dany Heatley – erlitt er schwere Verletzungen, denen er wenige Tage später erlag. Die Auszeichnung ehrte denjenigen Spieler, der mit Ausdauer und Hingabe mannschaftsdienlich für das Team kämpfte. Die Trophäe wurde von Snyders Vater, seinem Bruder, seiner Schwester und seinem Neffen präsentiert. Die Auszeichnung wurde erstmals 2004 verliehen, Preisträger war Garnet Exelby. 2011 wurde Bryan Little mit der Ehrung bedacht.

### NHL Awards und All-Star Team-Nominierungen
| Auszeichnung                    | Name                                                           | Saison                  |
| Calder Memorial Trophy          | Dany Heatley                                                   | 2001/02                 |
| Maurice ‚Rocket‘ Richard Trophy | Ilja Kowaltschuk*                                              | 2002/03                 |
| Second All-Star Team            | Ilja Kowaltschuk                                               | 2003/04                 |
| All-Rookie Team                 | Dany Heatley Ilja Kowaltschuk Tobias Enström Niclas Bergfors** | 2001/02 2007/08 2009/10 |

* gemeinsam mit Jarome Iginla und Rick Nash

** spielte während der Saison 2009/10 auch bei den New Jersey Devils
In der Zeit des Bestehens des Franchises in Atlanta gelang es zweimal einem Spieler der Atlanta Thrashers einen der individuellen NHL Awards zu gewinnen. Zudem schafften es ein Spieler in eines der All-Star-Teams, sowie vier weitere ins All-Rookie-Team.
Mit den beiden Rookies Dany Heatley und Ilja Kowaltschuk gingen die Thrashers in die Saison 2001/02. Heatley gewann die Calder Memorial Trophy, für die auch Kowaltschuk nominiert war, und war damit der erste Trophy-Gewinner des Teams. Kowaltschuk gewann im Folgejahr als bester Torschütze der NHL die Maurice ‚Rocket‘ Richard Trophy.
Ilja Kowaltschuk war der einzige Spieler, der in ein NHL All-Star Team gewählt wurde. Zwei Jahre zuvor stand er gemeinsam mit Dany Heatley im All-Rookie Team. Dies gelang nach der Saison 2007/08 auch Tobias Enström und zwei Spielzeiten später ebenfalls Niclas Bergfors.

### NHL All-Star Game-Nominierungen
| Jahr | Name                                      |
| 2000 | Petr Buzek                                |
| 2002 | Dany Heatley* Ilja Kowaltschuk*           |
| 2003 | Dany Heatley                              |
| 2004 | Ilja Kowaltschuk                          |
| 2007 | Marián Hossa Kari Lehtonen* Bob Hartley** |

| Jahr | Name                                                        |
| 2008 | Ilja Kowaltschuk Marián Hossa Tobias Enström* Don Waddell** |
| 2009 | Ilja Kowaltschuk Bryan Little*                              |
| 2011 | Dustin Byfuglien Tobias Enström                             |

Insgesamt wurden neun Spieler der Atlanta Thrashers von den Fans aufgrund ihrer Beliebtheit ins All-Star Game gewählt oder aufgrund ihrer Leistungen von den Trainern nominiert. Darüber hinaus nahmen fünf Akteure am YoungStars Game teil und zwei aktuelle Trainer betreuten das jeweilige All-Star Team als Assistenztrainer.
Petr Buzek war beim NHL All-Star Game 2000 der erste Spieler, der bei einem NHL All-Star Game die Thrashers vertrat. Im Jahr darauf stand kein Spieler der Thrashers im Kader, während im NHL YoungStars Game mit Dany Heatley und Ilja Kowaltschuk zwei Spieler standen. Kowaltschuk wurde mit sechs Toren zum wertvollsten Spieler dieses Spiels gewählt. 2003 war Dany Heatley der erste Torschütze der Thrashers im All-Star Game. Mit seinen vier Toren und einer Vorlage wurde er zugleich MVP des Spieles. 2004 wurde das Team durch Kowaltschuk vertreten, der ebenfalls traf.
Für 2005 war es vorgesehen, das All-Star Game in Atlanta auszutragen, dies wurde jedoch durch ein Lockout verhindert. Nachdem das Spiel in der Saison 2005/06 aufgrund der Olympischen Winterspiele in Turin erneut ausgefallen war, fand das Spiel erst 2007 nach dreijähriger Pause wieder statt. Marián Hossa vertrat in diesem Jahr das Team aus Atlanta und bereitete in dieser Partie insgesamt vier Tore vor. Das 56. National Hockey League All-Star Game wurde 2008 in der Hauptstadt des US-Bundesstaates Georgia ausgetragen. Mit Kowaltschuk und Hossa nahmen erstmals zwei Spieler aus dem Kader der Thrashers an einem All-Star Game teil. Beide trugen sich in die Scorerliste ein. 2011 waren die beiden Verteidiger Dustin Byfuglien und Tobias Enström nominiert. Während Byfuglien fürs Team Lidström auflief und ein Tor erzielte, verpasste Enström das Spiel verletzungsbedingt.

### Saisonstatistik
Abkürzungen: GP = Spiele, W = Siege, L = Niederlagen, T = Unentschieden, OTL = Niederlagen nach Overtime, SOL = Niederlagen nach Shootout, Pts = Punkte, GF = Erzielte Tore, GA = Gegentore, PIM = Strafminuten
| Saison   | GP  | W   | L   | T  | OTL | SOL | Pts | GF   | GA   | PIM   | Platz         | Playoffs                                                                            |
| 1999/00  | 82  | 14  | 57  | 7  | 4   | —   | 39  | 170  | 313  | 1422  | 5., Southeast | nicht qualifiziert                                                                  |
| 2000/01  | 82  | 23  | 45  | 12 | 2   | —   | 60  | 211  | 289  | 1500  | 4., Southeast | nicht qualifiziert                                                                  |
| 2001/02  | 82  | 19  | 47  | 11 | 5   | —   | 54  | 187  | 288  | 1290  | 5., Southeast | nicht qualifiziert                                                                  |
| 2002/03  | 82  | 31  | 39  | 7  | 5   | —   | 74  | 226  | 284  | 1253  | 3., Southeast | nicht qualifiziert                                                                  |
| 2003/04  | 82  | 33  | 37  | 8  | 4   | —   | 78  | 214  | 243  | 1505  | 2., Southeast | nicht qualifiziert                                                                  |
| 2004/051 | —   | —   | —   | —  | —   | —   | —   | —    | —    | —     | —             | —                                                                                   |
| 2005/06  | 82  | 41  | 33  | —  | 3   | 5   | 90  | 281  | 275  | 1344  | 3., Southeast | nicht qualifiziert                                                                  |
| 2006/07  | 82  | 43  | 28  | —  | 7   | 4   | 97  | 246  | 245  | 1097  | 1., Southeast | Niederlage im Conference Viertelfinale, 0:4 (NY Rangers)                            |
| 2007/08  | 82  | 34  | 40  | —  | 2   | 6   | 76  | 216  | 272  | 1077  | 4., Southeast | nicht qualifiziert                                                                  |
| 2008/09  | 82  | 35  | 41  | —  | 5   | 1   | 76  | 257  | 280  | 1244  | 4., Southeast | nicht qualifiziert                                                                  |
| 2009/10  | 82  | 35  | 34  | —  | 7   | 6   | 83  | 234  | 256  | 1045  | 2., Southeast | nicht qualifiziert                                                                  |
| 2010/11  | 82  | 34  | 36  | —  | 5   | 7   | 80  | 223  | 269  | 908   | 4., Southeast | nicht qualifiziert                                                                  |
| Gesamt   | 902 | 342 | 437 | 45 | 49  | 29  | 807 | 2465 | 3014 | 13685 |               | 1 Playoff-Teilnahme 1 Serie: 0 Siege, 1 Niederlage 4 Spiele: 0 Siege, 4 Niederlagen |

1 Saison wegen des NHL-Lockout 2004/05 ausgefallen

### Franchiserekorde

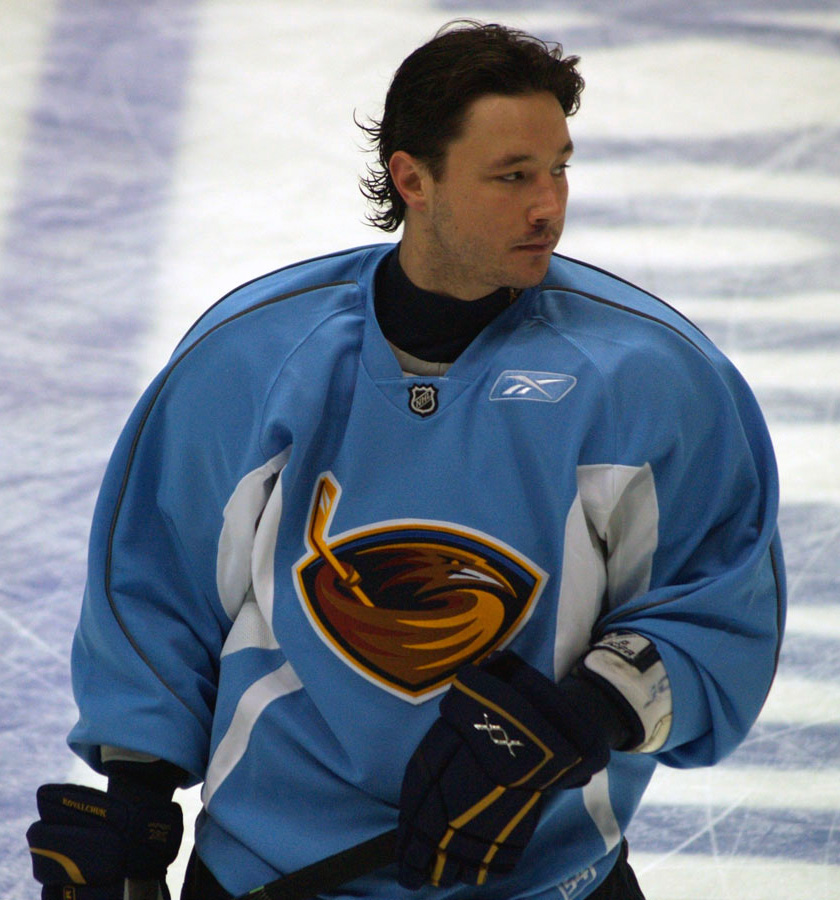
Ilja Kowaltschuk ist der erfolgreichste Scorer in der Geschichte der Thrashers

#### Karriere

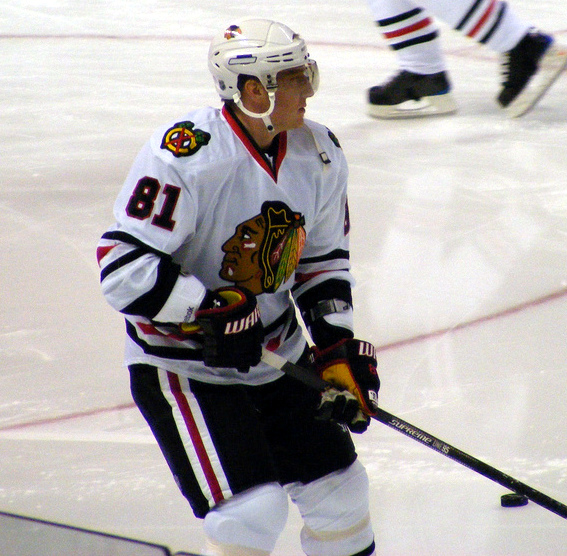
Marián Hossa erzielte in der Saison 2006/07 insgesamt 100 Scorerpunkte für die Thrashers

|                                   | Name             | Anzahl                                    |
| Meiste Spiele                     | Ilja Kowaltschuk | 594 (in 8 Spielzeiten)                    |
| Meiste aufeinanderfolgende Spiele | Tobias Enström   | 296 (5. Oktober 2007 bis 22. Januar 2011) |
| Meiste Tore                       | Ilja Kowaltschuk | 328                                       |
| Meiste Vorlagen                   | Ilja Kowaltschuk | 287                                       |
| Meiste Punkte                     | Ilja Kowaltschuk | 615 (328 Tore + 287 Vorlagen)             |
| Meiste Strafminuten               | Eric Boulton     | 639                                       |
| Meiste Shutouts                   | Kari Lehtonen    | 14                                        |

#### Saison
|                               | Name             | Anzahl                      | Saison          |
| Meiste Tore                   | Ilja Kowaltschuk | 52                          | 2005/06 2007/08 |
| Meiste Vorlagen               | Marc Savard      | 69                          | 2005/06         |
| Meiste Punkte                 | Marián Hossa     | 100 (43 Tore + 57 Vorlagen) | 2006/07         |
| Meiste Punkte als Rookie      | Dany Heatley     | 67 (26 Tore + 41 Vorlagen)  | 2001/02         |
| Meiste Punkte als Verteidiger | Dustin Byfuglien | 53 (20 Tore + 33 Vorlagen)  | 2010/11         |
| Meiste Strafminuten           | Jeff Odgers      | 226                         | 2000/01         |
| Meiste Siege als Torhüter     | Kari Lehtonen    | 34                          | 2006/07         |

## Trainer
Abkürzungen: GC = Spiele, W = Siege, L = Niederlagen, T = Unentschieden, OTL = Niederlagen nach
Overtime, Pts = Punkte, Win % = Siegquote
| Name          | Saison            | Reguläre Saison | Reguläre Saison | Reguläre Saison | Reguläre Saison | Reguläre Saison | Reguläre Saison | Reguläre Saison | Playoffs | Playoffs | Playoffs |
| Name          | Saison            | GC              | W               | L               | T               | OTL             | Pts             | Win %           | GC       | W        | L        |
| Curt Fraser   | 1999/00–2002/03*  | 279             | 64              | 169             | 31              | 15              | 174             | .312            | —        | —        | —        |
| Don Waddell   | 2002/03*          | 10              | 4               | 5               | 1               | 0               | 9               | .450            | —        | —        | —        |
| Bob Hartley   | 2002/03*–2007/08* | 291             | 136             | 118             | 13              | 24              | 309             | .531            | 4        | 0        | 4        |
| Don Waddell   | 2007/08*          | 76              | 34              | 34              | —               | 8               | 76              | .500            | —        | —        | —        |
| John Anderson | 2008/09–2009/10   | 164             | 70              | 75              | —               | 19              | 159             | .485            | —        | —        | —        |
| Craig Ramsay  | 2010/11           | 82              | 34              | 36              | —               | 12              | 80              | .488            | —        | —        | —        |

* Wechsel während der laufenden Saison
Die Thrashers setzten mit Curt Fraser als ersten Trainer auf einen Mann ohne Erfahrung in der NHL. Er hatte zuvor Teams in der International Hockey League erfolgreich trainiert. Nachdem sich trotz einiger guter junger Spieler der erhoffte Erfolg nicht eingestellt hatte, wurde er kurz vor dem Jahresende 2002 entlassen. General Manager Don Waddell übernahm das Team für zehn Spiele, bis man mit Bob Hartley einen neuen Trainer gefunden hatte. Hartley war im Laufe der Spielzeit bei der Colorado Avalanche entlassen worden, nachdem er dieses Team einige Jahre zuvor zum Stanley-Cup-Sieg geführt hatte. In der Saison 2006/07 war er der erste Trainer, der die Thrashers in die Play-offs führte. Nach einem schwachen Start in die Saison 2007/08, mit sechs Niederlagen in Folge, übernahm erneut Don Waddell das Team. Zur Saison 2008/09 übernahm John Anderson die Mannschaft. Er war zuvor elf Jahre Trainer der Chicago Wolves in der IHL und AHL und führte das Team in dieser Zeit drei Mal zum Titel.
Im April 2010 wurde Anderson seines Amtes enthoben, nachdem er mit den Thrashers in zwei Jahren die Qualifikation für die Play-offs nicht erreicht hatte. Im Juni 2010 übernahm der Kanadier Craig Ramsay das Amt des Cheftrainers.

## General Manager
| Name        | Saison          |
| Don Waddell | 1999/00–2009/10 |
| Rick Dudley | 2010/11         |

Die Thrashers hatten Don Waddell aus seinem Vertrag bei den Detroit Red Wings herausgekauft und ihn zum ersten General Manager der Klubgeschichte ernannt. Er genoss viele Jahre das Vertrauen der Eigentümer. Zweimal übernahm er vorübergehend die Rolle des Trainers. Im April 2010 übernahm Rick Dudley die Position des General Manager, zeitgleich wurde Waddell zum Präsidenten der Thrashers befördert. Mit dem Verkauf des Franchises im Juni 2011 endete auch Dudleys Amtszeit, da sein noch vier Jahre gültiger Vertrag nicht von den neuen Besitzern übernommen wurde.

## Spieler

### Mannschaftskapitäne
In der Geschichte der Atlanta Thrashers gab es acht verschiedene Spieler, die das Amt des Mannschaftskapitäns innehatten.
| Jahr      | Name             |
| 1999–2000 | Kelly Buchberger |
| 2000–2001 | Steve Staios     |
| 2001–2002 | Ray Ferraro      |
| 2002–2003 | kein Kapitän     |
| 2003–2004 | Shawn McEachern  |
| 2005–2007 | Scott Mellanby   |
| 2007–2008 | Bobby Holík      |
| 2008–2009 | kein Kapitän     |
| 2009–2010 | Ilja Kowaltschuk |
| 2010–2011 | Andrew Ladd      |

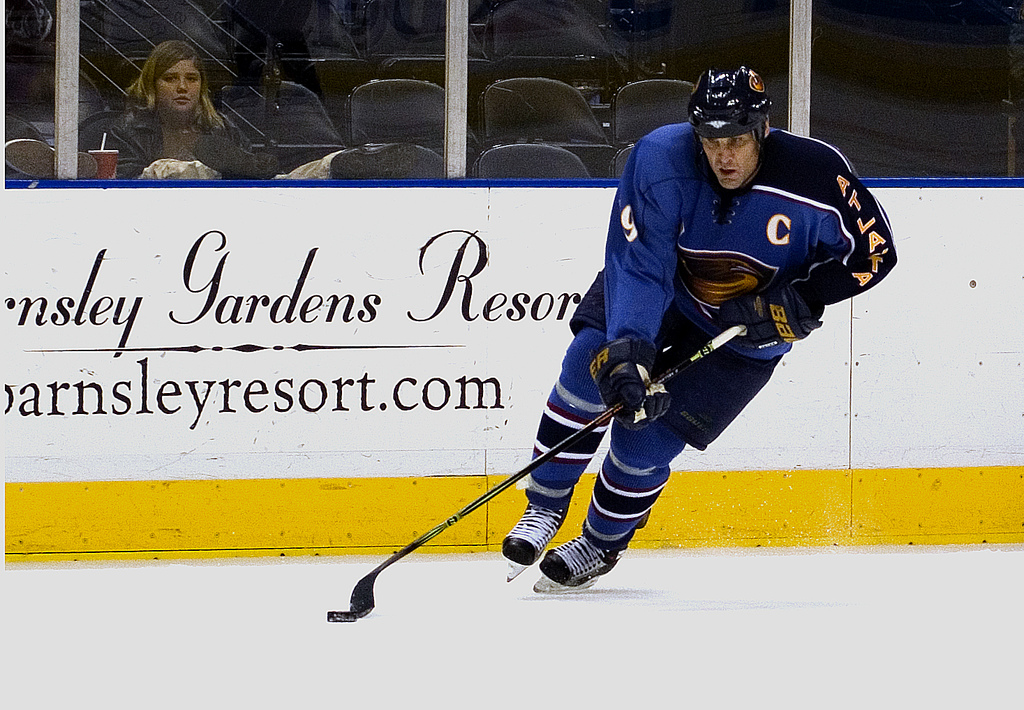
Scott Mellanby war zwei Jahre Kapitän der Atlanta Thrashers

Wegen seines vorbildlichen Einsatzes hatten die Thrashers Kelly Buchberger verpflichtet und wegen dieser Eigenschaft ernannte die Teamleitung ihn zum ersten Mannschaftskapitän. Sein Nachfolger Steve Staios bevorzugte das körperbetonte Spiel. Nachdem auch er den Verein verlassen hatte, übernahm der erfahrene Ray Ferraro das „C“ auf der Brust. Nachdem der dritte Kapitän gegen Ende der Saison die Thrashers verlassen hatte, verzichte der Trainerstab für eine Spielzeit die Kapitänsposition zu vergeben. 2003 wurde Shawn McEachern mit der Ausführung dieses Amtes betraut. Nachdem die folgende Saison ausgefallen war, kehrte der etatmäßige Kapitän erneut nicht zur folgenden Spielzeit zurück. Scott Mellanby, der bereits in Florida Kapitän gewesen war, blieb bisher als einziger für zwei Spielzeiten im Amt, bevor er seine Karriere beendete. Bobby Holík war dann wieder einer der Kapitäne, der nach einer Saison das Team verließ.
Daraufhin gingen die Thrashers ohne festen Kapitän, dafür aber mit fünf gleichberechtigten Assistenzkapitänen, in die Saison 2008/09, ehe am 12. Januar 2009 der Russe Ilja Kowaltschuk zum neuen Führungsspieler ernannt wurde. Er hatte die beiden vorangegangenen Spielzeiten bereits das Amt eines Assistenten bekleidet und wurde der fünfte in Russland geborene und ausgebildete Kapitän der NHL-Geschichte. Kowaltschuk füllte das Amt aber lediglich etwas länger als ein Jahr aus, da er am 4. Februar 2010 in einem Transfergeschäft den Klub verließ. Im November 2010 wurde Andrew Ladd der achte und letzte Kapitän in der Geschichte der Atlanta Thrashers.

### Mitglieder der Hockey Hall of Fame
2013 wurde der US-amerikanische Verteidiger Chris Chelios – jeweils dreifacher James-Norris-Memorial-Trophy-Gewinner und Stanley-Cup-Sieger – als erste Persönlichkeit, welche für die Atlanta Thrashers in Diensten stand, in die Hockey Hall of Fame aufgenommen. Chelios, der insgesamt 1917 NHL-Spiele absolvierte, wurde im Verlauf seiner letzten Saison als aktiver Spieler im März 2010 von den Thrashers unter Vertrag genommen. Bis zum Saisonende 2009/10 bestritt er sieben Einsätze für das Franchise aus dem US-Bundesstaat Georgia, ehe er seine Karriere beendete. Ihm folgte 2017 Mark Recchi, der ebenfalls nur in einer Saison für Thrashers auf dem Eis stand, sowie 2020 Marián Hossa.
| Name          | Aufnahmedatum | Position |
| Chris Chelios | 2013          | Spieler  |
| Mark Recchi   | 2017          | Spieler  |
| Marián Hossa  | 2020          | Spieler  |

### Gesperrte Trikotnummern
Bisher haben die Atlanta Thrashers keine Trikotnummer offiziell gesperrt, aber nach dem Unfalltod von Dan Snyder am 5. Oktober 2003 ist die von ihm getragene Nummer 37 aus der Vergabe genommen worden. Zudem ist die berühmte Nummer 99 zu Ehren des Kanadiers Wayne Gretzky seit dem 6. Februar 2000 ligaweit gesperrt und wird somit nicht mehr an einen Spieler vergeben.

### Erstrunden-Wahlrechte im NHL Entry Draft
| Name             | Jahr | Draft-Position |
| Patrik Štefan    | 1999 | 1.             |
| Dany Heatley     | 2000 | 2.             |
| Ilja Kowaltschuk | 2001 | 1.             |
| Kari Lehtonen    | 2002 | 2.             |
| Jim Slater       | 2002 | 30.            |
| Braydon Coburn   | 2003 | 8.             |
| Boris Valábik    | 2004 | 10.            |

| Name                 | Jahr | Draft-Position |
| Alex Bourret         | 2005 | 16.            |
| Bryan Little         | 2006 | 12.            |
| Zach Bogosian        | 2008 | 3.             |
| Daultan Leveille     | 2008 | 29.            |
| Evander Kane         | 2009 | 4.             |
| Alexander Burmistrow | 2010 | 8.             |

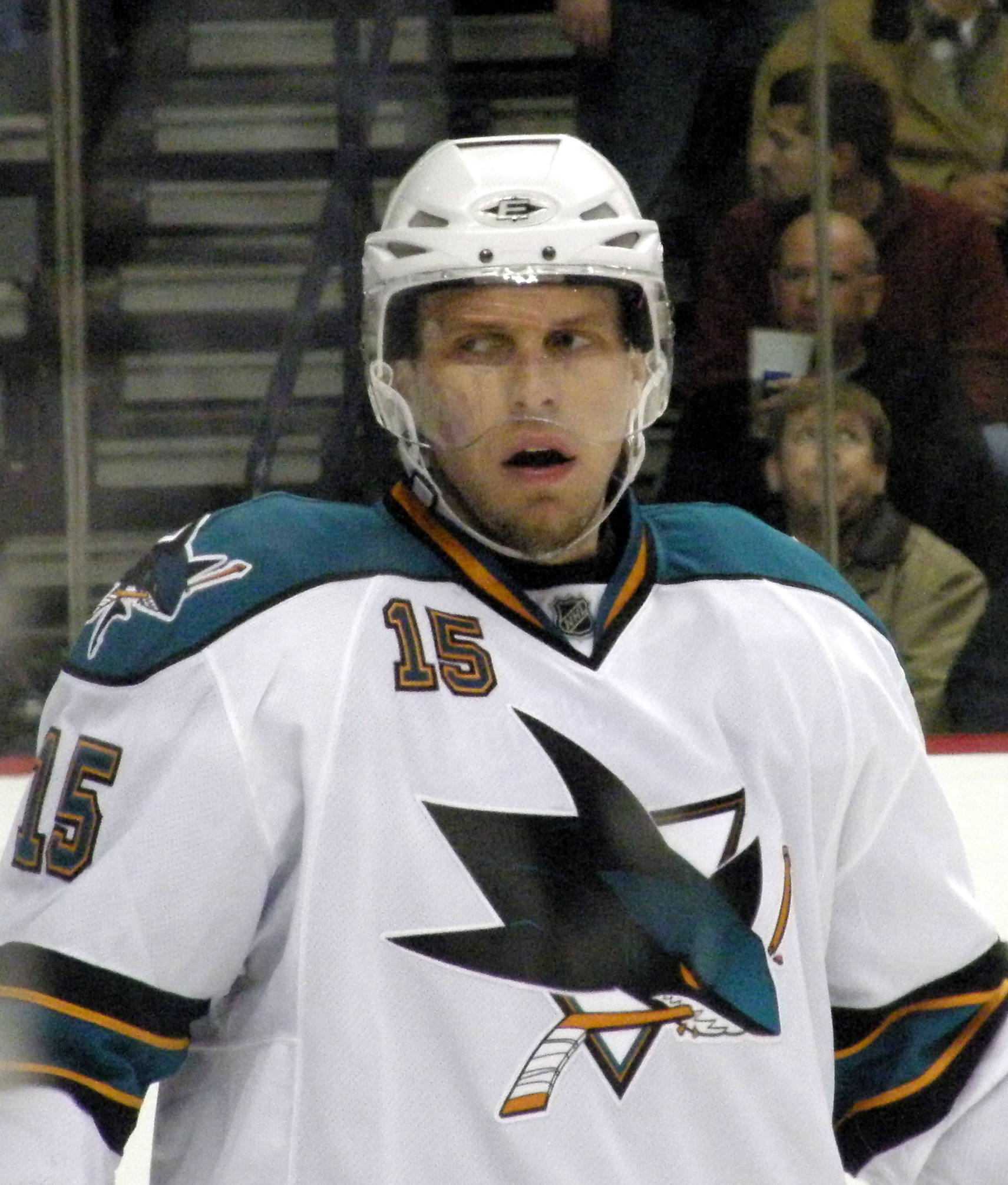
Die Thrashers wählten Dany Heatley als ihren zweiten Erstrundenpick

In den ersten vier Jahren ihres Bestehens konnten die Thrashers jeweils wechselweise als Erster oder Zweiter einen Spieler auswählen. Beim NHL Entry Draft 1999 sicherte sich Atlanta den tschechischen Angreifer Patrik Štefan. Mit Dany Heatley, Ilja Kowaltschuk und Kari Lehtonen wurde drei Mal in Folge ein Spieler ausgewählt, der jahrelang in Atlanta zu den Stammspielern zählte und die Mannschaft in dieser Zeit maßgeblich prägte. Braydon Coburn wurde zu den Philadelphia Flyers abgegeben, um mit Alexei Schitnik einen erfahrenen Verteidiger zu verpflichten. Garnet Exelby (1999) und Tobias Enström (2003) wurden an einer Draftposition über 200 ausgewählt und schafften den Sprung in den Kader der Thrashers.

### Top-Punktesammler
Die zehn besten Punktesammler in der Geschichte der Atlanta Thrashers.
Abkürzungen: Pos = Position, GP = Spiele, G = Tore, A = Vorlagen, Pts = Punkte, P/G = Punkte pro Spiel
| Name                | Pos | Saison          | GP  | G   | A   | Pts | P/G  |
| Ilja Kowaltschuk    | LW  | 2001/02–2009/10 | 594 | 328 | 287 | 615 | 1,04 |
| Wjatscheslaw Koslow | RW  | 2002/03–2009/10 | 537 | 145 | 271 | 416 | 0,77 |
| Marián Hossa        | RW  | 2005/06–2007/08 | 222 | 108 | 140 | 248 | 1,12 |
| Marc Savard         | C   | 2002/03–2005/06 | 184 | 63  | 133 | 196 | 1,07 |
| Dany Heatley        | LW  | 2001/02–2003/04 | 190 | 80  | 101 | 181 | 0,95 |
| Patrik Štefan       | RW  | 1999/00–2005/06 | 414 | 59  | 118 | 177 | 0,43 |
| Tobias Enström      | D   | 2007/08–2010/11 | 318 | 26  | 145 | 171 | 0,54 |
| Bryan Little        | C   | 2007/08–2010/11 | 282 | 68  | 81  | 149 | 0,53 |
| Ray Ferraro         | LW  | 1999/00–2001/02 | 223 | 56  | 91  | 147 | 0,66 |
| Todd White          | C   | 2007/08–2009/10 | 221 | 43  | 93  | 136 | 0,62 |

| Name             | Pos | GP | G | A | Pts | P/G  |
| Pascal Dupuis    | LW  | 4  | 1 | 2 | 3   | 0,75 |
| Keith Tkachuk    | C   | 4  | 1 | 2 | 3   | 0,75 |
| Ilja Kowaltschuk | LW  | 4  | 1 | 1 | 2   | 0,50 |
| Niclas Hävelid   | D   | 4  | 0 | 2 | 2   | 0,50 |
| Brad Larsen      | LW  | 4  | 0 | 2 | 2   | 0,50 |
| Greg de Vries    | D   | 4  | 1 | 0 | 1   | 0,25 |
| Éric Bélanger    | C   | 4  | 1 | 0 | 1   | 0,25 |
| Shane Hnidy      | D   | 4  | 1 | 0 | 1   | 0,25 |
| Bobby Holík      | C   | 4  | 0 | 1 | 1   | 0,25 |
| Marián Hossa     | RW  | 4  | 0 | 1 | 1   | 0,25 |

### Bekannte ehemalige Spieler
(Teamzugehörigkeit und Position in Klammern)
| - Garnet Exelby (2001–2009, D) Beim NHL Entry Draft 1999 erst in der achten Runde ausgewählt, entwickelte sich der Verteidiger in den Folgejahren zu einem Stammspieler in Atlanta. Im Juli 2009 wurde er in einem Tauschgeschäft zu den Toronto Maple Leafs abgegeben. - Ray Ferraro (1999–2002, C) Der Angreifer hatte von 2001 bis 2002 das Amt des Mannschaftskapitäns inne. In der Saison 2000/01 erreichte er seine beste Ausbeute an Scorerpunkten und erzielte in 81 Partien insgesamt 76 Punkte. - Niclas Hävelid (2005–2009, D) Das Franchise erwarb Hävelid im Juni 2004 in einem Tauschhandel von den Mighty Ducks of Anaheim. Der erfahrere Defensivakteur zählte in Atlanta zu den Leistungsträgern und trat dabei auch offensiv in Erscheinung. - Dany Heatley (2001–2004, LW) Heatley gelang bereits in seiner Rookie-Saison der Sprung in die Stammformation der Thrashers und zählte auch in den folgenden Jahren zu den offensivstärksten Akteuren des Teams. Im August 2005 ließ ihn das Franchise auf seinen Wunsch zu den Ottawa Senators ziehen. | - Marián Hossa (2005–2008, RW) Als Teil des Tauschgeschäfts mit den Ottawa Senators stieß Hossa im August 2005 zum Team und bildete sogleich mit dem Russen Kowaltschuk ein starkes Angriffs-Duo. In der Saison 2006/07 erreichte er als erster Spieler der Franchise-Geschichte die Marke von 100 Scorerpunkte und qualifizierte sich mit der Mannschaft erstmals für die Play-offs. - František Kaberle (2000–2004, D) Kaberle wurde im März 2000 in einem Tauschhandel von den Los Angeles Kings verpflichtet. In den folgenden vier Jahren zählte er stets zum Stammpersonal und war defensiv eine wichtige Stütze für das junge Franchise. Im Sommer 2004 verließ er die Mannschaft und ging zu den Carolina Hurricanes. - Ilja Kowaltschuk (2001–2004, 2005–2010, LW) Kowaltschuk wurde 2001 von den Thrashers als First Overall Draft-Pick ausgewählt und entwickelte sich in den folgenden Jahren zum torgefährlichsten Spieler in der Franchise-Geschichte. Er setzte mit 615 Scorerpunkten eine neue Rekordmarke. In seinem letzten Spieljahr in Atlanta hatte er das Amt des Mannschaftskapitän inne. - Kari Lehtonen (2003–2010, G) Als Stammtorhüter erreichte er während seiner Zeit in Atlanta eine Fangquote von rund 91 Prozent. Mit den Thrashers gelang ihm in der Saison 2006/07 der erstmalige Einzug in die Endrunde. Nach mehreren Verletzungen wurde Lehtonen im Februar 2010 zu den Dallas Stars transferiert. | - Marc Savard (2002–2006, C) Savard fiel in Atlanta vor allem aufgrund seiner guten Übersicht für den Nebenmann auf, besonders als Vorlagengeber zeichnete er sich aus. In der Saison 2005/06 erreichte er auch dank seiner 69 Vorlagen eine Ausbeute von 97 Scorerpunkten. - Patrik Štefan (1999–2006, C) Štefan wurde 1999 als erster Draftpick der Franchise-Geschichte ausgewählt. In den folgenden Jahren erhielt er zahlreiche Einsätze in Atlanta, allerdings blieben ihm persönliche Erfolge weitgehend verwehrt. - Andy Sutton (2001–2007, D) Der robuste Defensivakteur stand in 277 NHL-Spielen für das Franchise im Einsatz und erreichte hierbei in der Saison 2006/07 den erstmaligen Einzug in die Endrunde. Während seiner Zeit in Atlanta war er als Stammspieler gesetzt. - Yannick Tremblay (1999–2004, D) Tremblay absolvierte fünf Spielzeiten im Trikot der Thrashers und trat während dieser Zeit vor allem mit seinen Offensivfähigkeiten in Erscheinung. In 300 NHL-Spielen erzielte er 107 Punkte für die Mannschaft aus Atlanta. |